# Chelonarhister
Chelonarhister är ett släkte av skalbaggar. Chelonarhister ingår i familjen stumpbaggar.
Kladogram enligt Catalogue of Life:
| Chelonarhister | \| \| Chelonarhister ashei \| \| \| \| \| \| Chelonarhister castroi \| \| \| \| |
|                | \| \| Chelonarhister ashei \| \| \| \| \| \| Chelonarhister castroi \| \| \| \| |
|                | Chelonarhister ashei                                                            |
|                |                                                                                 |
|                | Chelonarhister castroi                                                          |
|                |                                                                                 |